# Exetastes fornicator
Exetastes fornicator är en stekelart som först beskrevs av Fabricius 1781.  Exetastes fornicator ingår i släktet Exetastes och familjen brokparasitsteklar. Arten är reproducerande i Sverige.

## Underarter
Arten delas in i följande underarter:
- E. f. nervulus
- E. f. miniatus
- E. f. exploratus
- E. f. rufofemoratus
- E. f. intermedius
- E. f. anthracinus
- E. f. persimilis
- E. f. flavipennis
- E. f. niger